# 外ヶ浜町立蟹田中学校
外ヶ浜町立蟹田中学校（そとがはまちょうりつかにたちゅうがっこう）は、青森県東津軽郡外ヶ浜町蟹田にある公立中学校。

## 概要
- 本校は、外ヶ浜町中心部にあり、蟹田地区と平舘地区を学区としている。

## 沿革
- 1947年（昭和22年）
  - 4月1日 - 蟹田小学校校舎に併設する形で、(旧)蟹田中学校発足。
  - 4月22日 - 開校式挙行。
- 1949年（昭和24年）9月18日 - 4教室増築完成。
- 1961年（昭和36年）
  - 2月24日 - 校歌制定。
  - 3月31日 - 体育館落成。
- 1962年（昭和37年） - 3教室新築落成。
- 1964年（昭和39年） 
  - 4月30日 - 小国中学校を統合。(旧)蟹田中学校廃校。
  - 5月1日 - (新)蟹田中学校創立。ただし、校舎はこの時点で完成しておらず、旧蟹田中学校が第一校舎、旧小国中学校が第二校舎として存続。
- 1965年（昭和40年）2月9日 - 校歌・校章・制服制定。
- 1966年（昭和41年）
  - 10月x日 - 蟹田字田の沢54番地に建設の新校舎がすべて完成。
  - 10月26日 - 新校舎への移転開始。
  - 10月28日 - 旧校舎へのお別れ離校式挙行。
  - 10月29日 - 新校舎の使用開始。入校式と対面式を行った。
  - 11月5日 - 新校舎及び寄宿舎落成。
  - 12月2日 - 寄宿舎を『立志寮』と命名。入寮式挙行。
- 1973年（昭和48年）9月8日 - 校門建立。
- 1974年（昭和49年）
  - 5月1日 - 創立10周年記念式典挙行。
  - 9月9日 - 校門・塀工事完成。
- 1976年（昭和51年）3月7日 - 放送設備完成。
- 1977年（昭和52年）8月9日 - 生徒用自転車置場完成。
- 1978年（昭和53年）7月28日 - 体育館サッシ工事完成。
- 1979年（昭和54年）2月13日 - ステージ防球ネット工事完成。
- 1981年（昭和56年）10月9日 - 体育館水銀灯工事完成。
- 1982年（昭和57年）11月2日 - 立志寮門柱工事完成。
- 1984年（昭和59年）11月11日 - 創立20周年記念式典挙行。
- 1991年（平成3年）12月20日 - グラウンド改修工事完了。
- 1992年（平成4年）10月29日 - コンピュータ室完成（パソコン19台設置）。
- 1994年（平成6年）
  - 2月28日 - 体育館新築落成。
  - 11月2日 - 創立30周年記念式典挙行。
- 1996年（平成8年）
  - 9月30日 - 南校舎改修工事完了。
  - 11月8日 - 立志寮創立30周年を祝う会開催。
- 1997年（平成9年）9月30日 - 北校舎改修工事完了。
- 2001年（平成13年）
  - 3月31日 - 立志寮が閉寮。
  - 4月6日（第1学期） - スクールバスによる登下校開始。
- 2002年（平成14年）4月30日 - 給食センター方式による学校給食開始。
- 2003年（平成15年）4月4日 - 南校舎灯油配管工事完了。
- 2005年（平成17年）3月28日 - 町村合併により、外ヶ浜町立蟹田中学校と改称。
- 2006年（平成18年）
  - 3月31日 - 北校舎水道管及びトイレ渡り廊下屋根改修工事完了。
  - 12月1日 - 南校舎水道管改修工事完了。
- 2007年（平成19年）12月28日 - 保健室及び図書室南校舎1階へ移動。
- 2008年（平成20年）
  - 3月22日 - コンピュータ室南校舎3階へ移動。
  - 12月22日 - 立志館竣工式。
- 2009年（平成21年）
  - 1月30日 - プール解体工事完了。
- 8月27日 - 立志館解体工事完了。
- 2010年（平成22年）
  - 2月26日 - 北校舎解体工事完了。
  - 11月15日 - 南校舎耐震工事完了。
- 2011年（平成23年）3月22日 - 北校舎（特別教室棟）竣工式。
- 2014年（平成26年）11月8日 - 創立50周年記念式典挙行。
- 2019年（平成31年）3月31日 - 平舘中学校を統合。
- 2020年（令和2年）3月16日 - 全生徒利用分のタブレットPC設置及びWi-Fi環境の整備。
- 2021年（令和3年）3月9日 - 普通教室に電子黒板設置。

## 生徒数
2023年（令和5年）5月1日時点
| 学年 | 1年 | 2年 | 3年 | 特別支援   | 合計 |
| ---- | --- | --- | --- | ---------- | ---- |
| 学級 | 1   | 1   | 1   | 1          | 4    |
| 生徒 | 12  | 15  | 19  | 1 （内数） | 46   |

## 周辺
- JR東日本津軽線蟹田駅
- 立正佼成会上磯法座所

## アクセス
- 外ヶ浜町営バス「桜町広場前」バス停下車後、徒歩約80m・約1分。
- JR蟹田駅（西口）から、徒歩約300m・約5分。
- 外ヶ浜町役場から、約1.3km・車で約2分、徒歩約20分。

## 学区
- 蟹田地区（旧蟹田町）・平館地区（旧平舘村）